# Pettyesvégű ecsetcincér
A pettyesvégű ecsetcincér (Pogonocherus ovatus) a cincérfélék családjába tartozó, Európában honos, főleg jegenyefenyőn, de más fenyőkön és lombos fákon is élő bogárfaj. 

## Megjelenése
A pettyesvégű ecsetcincér testhossza 3-6 mm. Az előtor oldalaiból egy-egy tüske áll ki, a szárnyfedők oldalvonalai kb. a kétharmadukig párhuzamosak. A fejet és az előtort lesimuló, fehéresszürke szőrök fedik; a sötétbarna-feketés szárnyfedőkön a vállaktól egy-egy nagyon ferde, hátul élesen határolt és nagy fekete folttal szegélyezett fehéresszürke sávval húzódik; utóbbi az oldalszegélyt nem éri el és a varrat felé is kissé elmosódik. A szárnyfedők csúcsa egyenként ferdén befelé lemetszett, emiatt a külső csúcsszöglete majdnem derékszögű, a varratszöglet viszont tompa. A szárnyfedők csúcsa előtt mélyen beszúrt nagy pontok láthatóak. 

## Elterjedése és életmódja
Nyugat- és Közép-Európában honos, a Pireneusoktól az Észak-Balkánig és a Baltikumig. Magyarországon ritka, Budapest, Hidegkút, Sopron, Sátoraljaújhely, Dömös, Dobogókő környékén ismertek állományai. 
Lárvája elsősorban jegenyefenyő, de egyéb fenyők és lombos fák (pl. tölgy, szil, nyír, gesztenye stb.) vékony, elhaló ágaiban, gallyaiban él. Fejlődése egy vagy két évig tart. Az imágó ősszel kel ki és a kéregrepedésekben telel át. Rajzása március végétől júniusig tart. 
Magyarországon nem védett.